# Tony Holiday
Tony Holiday, geboren als Rolf Peter Knigge (Hamburg, 24 februari 1951 - Lausanne, 14 februari 1990) was een Duitse schlagerzanger en tekstdichter.

## Carrière
Knigge was vooreerst werkzaam als textielhandelaar en modedesigner. In 1974 kreeg hij een platencontract bij Hans Bertram, die hem zijn artiestennaam gaf. De eerste singles waren weinig succesvol. De doorbraak kwam in 1977 met de Duitse versie van A far l'amore comincia tu (Raffaella Carra), getiteld Tanze Samba mit mir, geproduceerd door Jürgen Kramer en was wekenlang vertegenwoordigd in de hitlijst. Ook trad hij met dit nummer meermaals op in de ZDF-Hitparade. De daaropvolgende nummers waren minder succesvol. In 1979 nam hij deel aan de voorronden van het Eurovisiesongfestival met het nummer Zuviel Tequila, zuviel schöne Mädchen en scoorde een negende plaats. In 1980 boekte hij voor de tweede keer een succes met het nummer Nie mehr allein sein, de Duitse versie van Sun of Jamaica. Hij was ook doorlopend te gast in talrijke muziekprogramma's bij de televisie en bracht ook tijdens de jaren 1980 nog enkele singles op de markt.

## Privéleven en overlijden
Holiday voerde een heimelijke homoseksuele levensstijl. Hij overleed op 14 februari 1990 op 38-jarige leeftijd aan de gevolgen van aids.

## Discografie

### Singles
- 1974: Gewonnen (als Peter Knigge)
- 1975: Du hast mich heut' noch nicht geküsst
- 1976: Monte Carlo
- 1977: Rosy, Rosy
- 1977: Tanze Samba mit mir
- 1978: Disco Lady
- 1978: Es lebe Copacabana
- 1978: Den Appetit kannst du dir holen … doch gegessen wird zu Haus
- 1979: Zuviel Tequila, zuviel schöne Mädchen
- 1979: Samba olè, Rumba o.K.
- 1980: Nie mehr allein sein
- 1980: Auf dem Weg zum großen Glück
- 1981: Requiem für Sally
- 1981: Rio (de Janeiro)
- 1982: Darf ich der Erste sein (Una Notte Speciale)
- 1983: Die selben Sterne leuchten auch für Dich
- 1983: Das sagt sich so leicht
- 1983: Die Karawane von Marrakesch
- 1984: Urlaubsreif
- 1985: Liebe ist... (Duett met Siw Inger)
- 1986: C'est la vie (als Gruppe Foreign Currency)
- 1987: Ma Ma Chérie
- 1988: Ta Ta Tanzmusik

### Albums
- 1977: Tanze Samba mit mir
- 1979: Samba olè, Rumba o.k.
- 1980: Nie mehr allein sein
- 2004: Tanze Samba mit mir

- Gemeinsame Normdatei: 134409256
- International Standard Name Identifier: 0000 0000 5845 1155
- Library of Congress Control Number: no2005080987
- MusicBrainz: 228331e8-21fa-458b-9964-bb425fe9a6b8
- Virtual International Authority File: 79610989